# Valsavarenche
Valsavarenche é uma comuna italiana da região do Vale de Aosta com cerca de 180 habitantes. Estende-se por uma área de 138 km², tendo uma densidade populacional de 1 hab/km². Faz fronteira com Aymavilles, Ceresole Reale (TO), Cogne, Introd, Noasca (TO), Rhêmes-Notre-Dame, Rhêmes-Saint-Georges, Villeneuve.

## Demografia
| Variação demográfica do município entre 1861 e 2011                               |
|                                                                                   |
| Fonte: Istituto Nazionale di Statistica (ISTAT) - Elaboração gráfica da Wikipedia |